# Droga optyczna
Droga optyczna światła – odległość, jaką w próżni przebyłoby światło, złożone z takiej samej ilości długości fal, z jakiej składa się rzeczywista droga światła w ośrodku materialnym. Drogę optyczną wyraża wzór:
{\displaystyle L={n}{S},}
gdzie:
{\displaystyle S} – rzeczywista droga przebyta przez światło (droga geometryczna),
{\displaystyle n} – bezwzględny współczynnik załamania światła ośrodka, w którym światło się rozchodzi.
Jeżeli ośrodek jest niejednorodny optycznie, wtedy droga optyczna jest sumą dróg optycznych w poszczególnych obszarach o stałym współczynniku załamania. Jeżeli współczynnik załamania jest zmienny, wówczas drogę optyczną można wyznaczyć całkując współczynnik załamania po drodze promienia
{\displaystyle L=\int \limits _{S}{n(r)\,dr}.}
Sytuacja taka ma miejsce na przykład w atmosferze, gdzie wraz ze wzrostem wysokości zmniejsza się gęstość powietrza i maleje jego współczynnik załamania.
W przypadku, gdy światło odbija się od powierzchni dielektryka, którego bezwzględny współczynnik załamania jest większy od współczynnika w ośrodku, w którym światło się rozchodzi, wówczas droga optyczna ulega wydłużeniu, zgodnie ze wzorem
{\displaystyle L=nS+{\frac {\lambda }{2}},}
gdzie {\displaystyle \lambda } jest długością fali światła w ośrodku, w którym ono się rozchodzi. Dodatkowy człon pojawia się na skutek zmiany fazy fali, przy odbiciu, na przeciwną. Przeciwną fazę ma fala w miejscu odległym o pół długości fali, zatem efekt jest taki, jakby droga fali wydłużyła się o {\displaystyle {\tfrac {\lambda }{2}}.} Bezwzględny współczynnik załamania światła zależny jest od prędkości światła w danym ośrodku
{\displaystyle n={\frac {c}{v}},}
gdzie:
{\displaystyle v} – prędkość światła w danym ośrodku,
{\displaystyle c} – prędkość światła w próżni.
Wynika stąd, że im mniejsza prędkość światła w danym ośrodku, tym dłuższa jest droga optyczna światła w tym ośrodku.
Z definicji drogi optycznej wynika, że w próżni jest ona równa drodze geometrycznej. Często przyjmuje się w przybliżeniu, że podobnie jest w powietrzu, ze względu na to, że współczynnik załamania powietrza względem próżni jest bliski jedności.
W optyce istotna jest nie sama długość drogi optycznej, ale różnica dróg optycznych dla różnych promieni. Różnica dróg optycznych jest bezpośrednio związana z różnicą faz, a to ma z kolei decydujące znaczenie w interferencji.